# Val des Vignes
Val des Vignes község Franciaország Új-Aquitania régiójában, Charente megyében. Új községként 2016. január 1-jén jött létre négy korábbi község: Aubeville, Jurignac, Mainfonds és Péreuil egyesítésével. Lakosainak száma 1358 fő (2022. január 1.).

## Népesség
| Lakosok száma | 1428 | 1409 | 1390 | 1371 | 1365 | 1358 |
|               | 2017 | 2018 | 2019 | 2020 | 2021 | 2022 |